# Concorde
|  | Per a altres significats, vegeu «Concorde TSP Solver». |

L'avió supersònic Aérospatiale-BAC Concorde fou un dels dos únics models d'avió de passatgers supersònics en servei. El Concorde tenia una velocitat de creuer Mach 2,04 (més de dues vegades la velocitat del so, uns 2.172 km/h aproximadament) a una alçada de 60.000 peus (17,7 quilòmetres) amb una configuració d'ala delta i una evolució de motors amb postcombustió dissenyats originalment per al bombarder estratègic Avro Vulcan. Fou també el primer avió comercial equipat amb un sistema de control per senyals elèctrics. Els vols comercials del Concorde, operats per British Airways i Air France, començaren el 21 de gener del 1976 i finalitzaren el 24 d'octubre del 2003, amb un últim vol d'acomiadament el 26 de novembre del mateix any.

## Orígens
Al final dels anys 50 el Regne Unit, França, els Estats Units i la Unió Soviètica estaven desenvolupant programes de transport supersònic (SST o Supersonic Transport).
L'empresa britànica Bristol Aeroplane Company (BAC) i la francesa Sud Aviation estaven treballant en els dissenys del Bristol Type 233 i el Sud-Caravelle respectivament. Ambdues companyies estaven àmpliament subvencionades pels seus respectius governs per guanyar terreny en un mercat d'avions dominat principalment pels Estats Units. Ambdós dissenys estaven a punt de passar a la fase de construcció del prototip a principis dels 60, però els costos foren tan grans que els dos governs van decidir d'unir forces. El desenvolupament del projecte va ser negociat com un tractat internacional entre la Gran Bretanya i França en comptes d'un simple acord comercial entre corporacions. Aquest incloïa una clàusula, a petició dels britànics, de penalització per cancel·lació. L'esborrany del tractat fou signat el 28 de novembre de 1962. En aquell punt les dues companyies s'havien unit i el projecte Concorde es portaria a terme gràcies a British Aircraft Corporation i Aérospatiale. El consorci va signar més de 100 comandes de les principals línies aèries del moment. Pan Am, BOAC i Air France eren les primeres línies aèries destinatàries amb sis Concordes cada una. Algunes de les línies aèries amb comandes eren Japan Airlines, Lufthansa, American Airlines, United Airlines, Air Canada, Braniff, Iran Air, Qantas, CAAC, Middle East Airlines i TWA.
L'aeronau fou anomenada inicialment Concord al Regne Unit, però el 1967 el govern britànic va anunciar el canvi de denominació a Concorde per tal d'igualar-la a la francesa.

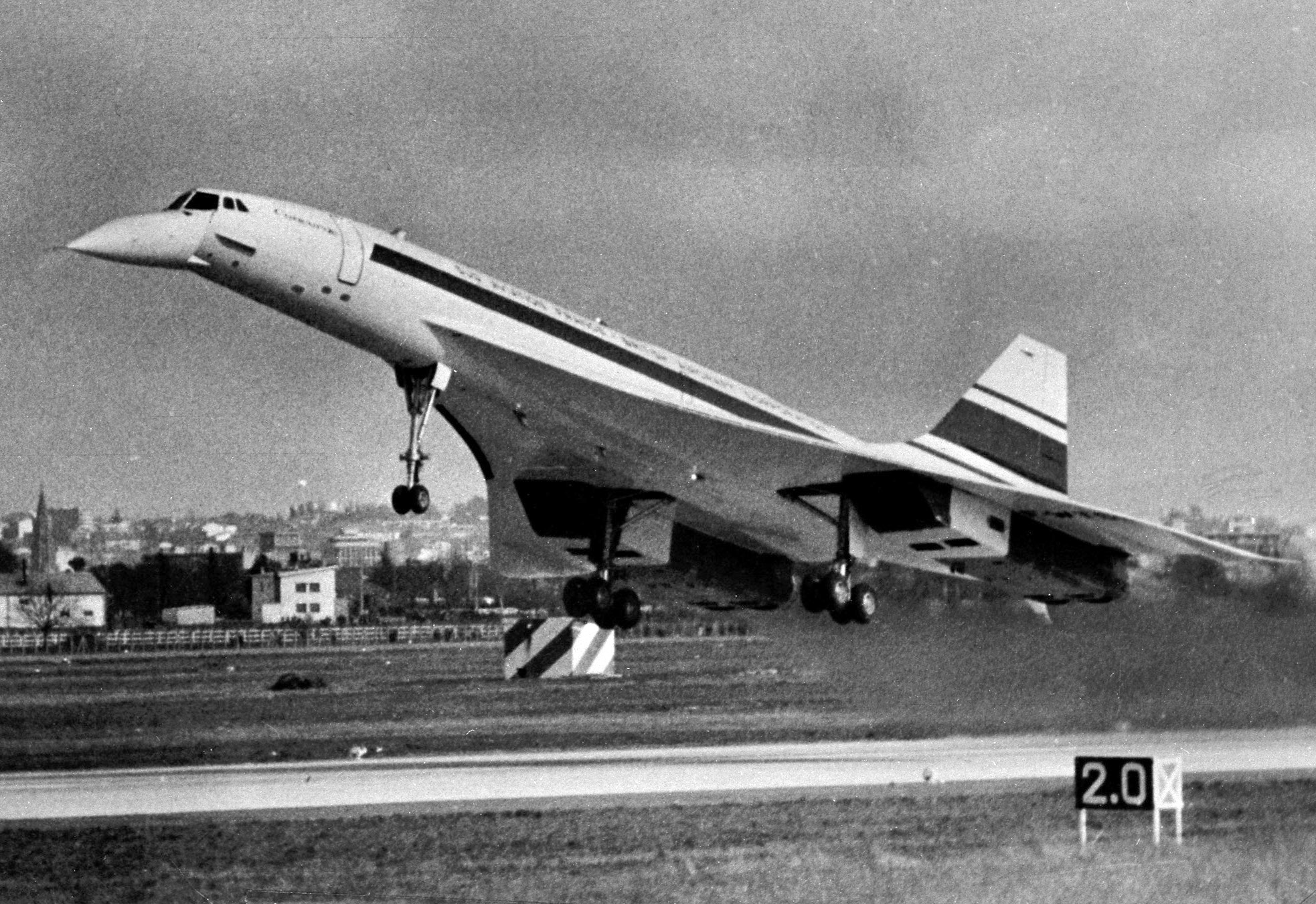
primer vol

El Concorde 001 es va enlairar pel primer vol de proves de l'aeroport de Tolosa de Llenguadoc, França, el 2 de març del 1969 i efectuà el primer vol supersònic el següent 1 d'octubre. Seguint el programa previst, el Concorde 001 va començar una gira de demostració el 4 de setembre de 1971. El Concorde 002 va prendre el relleu el 2 de juny de 1972 amb una gira per l'Àsia i l'Orient Mitjà. El Concorde 002 va fer la primera visita als Estats Units el 1973, aterrant al nou aeroport internacional de Dallas per commemorar la seva obertura. Aquestes gires van impulsar les vendes i es varen rebre més de 70 noves comandes. Tanmateix, una combinació de factors causats principalment per la crisi del petroli als anys 70, dificultats financeres de les línies aèries, l'accident mortal del competidor soviètic, el Tupolev Tu-144, i inconvenients mediambientals com l'estrèpit sònic i la contaminació, van causar una inesperada cascada de cancel·lacions de comandes. Air France i British Airways van quedar com a úniques companyies compradores. L'avió i els seus components foren venuts al preu simbòlic d'una Lliura Esterlina la unitat.
Els Estats Units van cancel·lar el seu programa de transport supersònic el 1971, en el moment que ja hi havia dos dissenys sobre la taula: el Lockheed L-2000, una versió escalada del Concorde, com a projecte guanyador, seguit pel Boeing 2707 concebut per a ser més gran i ràpid i transportar fins a 300 passatgers amb un concepte d'ala mòbil. També es va parlar en aquell moment a França i al Regne Unit que l'oposició americana al Concorde, en especial a la contaminació acústica, va ser orquestrada o, almenys, secundada pel govern nord-americà, veient-se incapaç de proposar un avió competidor vàlid. Tanmateix, altres països com Malàisia van restringir els vols supersònics del Concorde precisament per la contaminació acústica.
Les dues línies aèries europees van operar vols de demostració i proves a diverses destinacions des del 1974 en endavant. Les proves del Concorde van establir rècords encara avui no superats: 5.334 hores de vol en avions de prototip, preproducció i producció final. Més de 2.000 hores de vol van ser supersòniques. En total fins a quatre vegades més preparació que la d'un avió subsònic de similars mesures.

## Característiques tècniques
Moltes de les característiques comuns dels avions del segle XXI van ser utilitzades per primera vegada en el Concorde.
Optimització de la velocitat:
- Ales doble delta
- Motors Rolls-Royce/Snecma Olympus turbojet amb postcombustió i capacitat supersònica
- Motors controlats amb tecnologia thrust-by-wire, precursors dels controls FADEC (control de gas digital) actuals.
- Morro abatible per millorar la visibilitat en l'aterratge

Optimització i millora del pes:
- Punt de consum òptim de combustible a Mach 2.04 amb motors d'alta eficiència a velocitats supersòniques
- Construcció predominant en alumini per economitzar pes
- Pilot automàtic a temps complet i control d'impuls automàtic permetent un control complet de l'avió sense mans, des de l'enlairament fins a l'aterratge
- Sistemes de control per senyals elèctrics
- Superfícies de control multifunció (MDF)
- Control hidràulic d'altra pressió a 28 MPa per alleugerir els components del sistema hidràulic
- Sistema de frenada amb control electrònic brake-by-wire
- Emmagatzematge eficient del combustible entorn el fuselatge per optimitzar el centre de gravetat.

L'experiència en la construcció del Concorde va desembocar en la base del consorci europeu Airbus i moltes d'aquestes característiques formen part dels avions comercials d'Airbus. Snecma Moteurs, per exemple, va entrar a la comercialització de motors per aviació civil amb la producció del Concorde. L'experiència amb el Concorde li va obrir camí per establir la CFM International juntament amb General Electric produint amb èxit la sèrie de motors CFM56.
Encara que el Concorde fos en el seu moment una meravella tecnològica, trenta anys després d'entrar en servei la cabina, plena de dials i interruptors analògics, es veu ja completament obsoleta. Sense competidors en el mercat no hi va haver raó de millorar l'aviònica o el confort als passatgers, al revés del que acostuma a passar en avions obsolets o de dissenys antics.
Els principals socis, BAC (actualment BAE Systems) i Aérospatiale (actualment EADS), són els propietaris de la certificació del Concorde. La responsabilitat d'aquesta certificació està actualment transferida a Airbus.

## Vols regulars

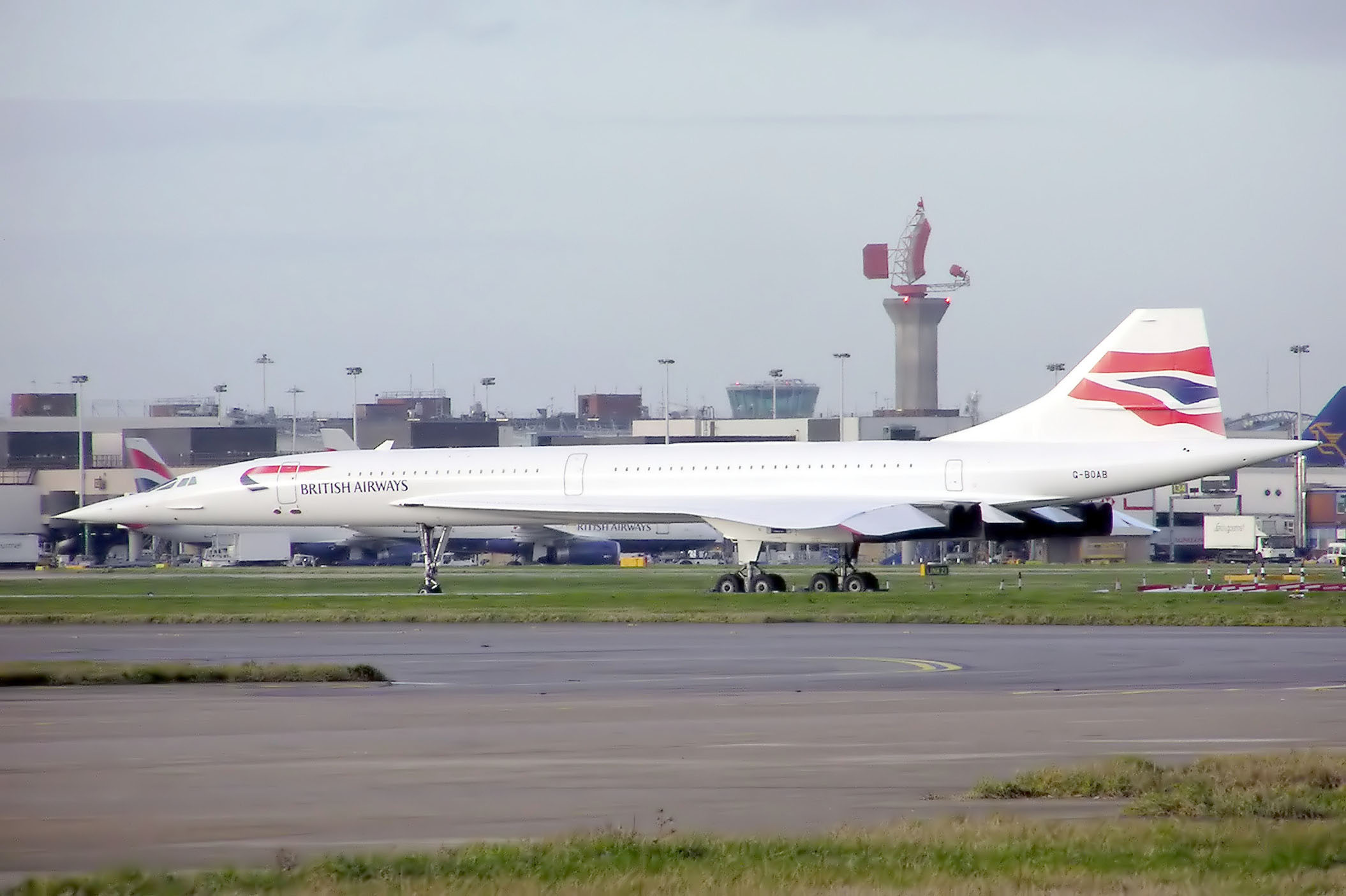
Concorde de British Airways a l'aeroport de Heathrow

El 21 de gener del 1976 van començar a operar els vols regulars del Concorde amb les rutes Londres-Bahrain i París-Rio de Janeiro via Dakar. El Congrés dels Estats Units va prohibir els aterratges en sol nord-americà, principalment a causa de les protestes dels ciutadans sobre la contaminació acústica, impedint l'inici de les rutes transatlàntiques.
Quan es va aixecar la prohibició americana per vols supersònics sobre l'oceà, la ciutat de Nova York va prohibir el Concorde a nivell local. Amb poca elecció de destinacions, Air France i British Airways van començar els serveis transatlàntics a Washington DC el 24 de maig. Finalment, a finals de 1977, Nova York va permetre l'operació del Concorde, prioritzant els avantatges del transport supersònic davant dels inconvenients del soroll i es van programar vols regulars des de París i Londres a l'aeroport John F. Kennedy de Nova York, amb el primer vol el 22 de novembre de 1977. Els vols operats per British Airways tenien l'indicador BA001, BA002, BA003 i BA004.
El temps mitjà d'un vol transatlàntic estava per sota les 3 hores i mitja. Fins al 2003, Air France i British Airways van continuar operant vols a Nova York de forma diària. Addicionalment, el Concorde volava a les illes Barbados en la temporada hivernal i, ocasionalment, operava vols charter a destins com Rovaniemi, Finlàndia. L'1 de novembre de 1968 un Concorde charter va circumnavegar el planeta en 31 hores i 51 minuts.
Per un curt període durant el 1977 i de nou el 1979 i el 1980, British Airways i Singapore Airlines van compartir un Concorde per operar vols entre Bahrain i Singapur. L'avió, amb matrícula G-BOAD, es va pintar dels colors de Singapore Airlines al costat de babord i els de British Airways al d'estribord. Els vols es van cancel·lar als tres mesos per qüestions acústiques a petició del govern de Malàisia. Es va traçar una nova ruta que no sobrevolés l'espai aeri malai però en entrar en conflicte amb les autoritats índies es va declarar la ruta com a inviable. Des del setembre del 1978 al novembre de 1982 Air France va volar dos cops a la setmana a Ciutat de Mèxic via Washington D.C. La crisi econòmica, però, va forçar la cancel·lació de la ruta a aquesta ciutat i els últims vols estaven gairebé buits. En algun moment donat el Concorde va retornar a Ciutat de Mèxic i a Acapulco en vols charter.
Del 1979 al 1980, Braniff International va llogar dos Concordes, un de British Airways i un d'Air France per cobrir la ruta, en modalitat subsònica, Dallas – Nova York. Els avions es van registrar als Estats Units i als seus respectius països d'origen per raons legals. Els vols portaven tripulacions de Braniff tot i mantenir els colors de la línia aèria original. Els vols, però, no foren rendibles i tenien una mitjana de reserves del 25% cosa que va forçar a cancel·lar la ruta i finalitzar l'única operació del Concorde en sòl exclusivament nord-americà.

## Experiència per als passatgers
Comparant amb altres avions comercials, el Concorde oferia una experiència inusual als seus passatgers. Tan British Airways com Air France configuraven la cabina de passatgers en classe única i amb una configuració de quatre seients per fila amb el passadís al mig. Encara que es tractava d'una classe de luxe, molts passatgers se sorprenien de les mides reduïdes de la cabina, amb un passadís central de només 1,8 metres i seients de pell amb una separació per les cames similar a la classe turista de molts altres aparells.
Als anys 90, moltes de les característiques més comunes de la primera classe i la classe business dels vols de llarg recorregut (coberts per exemple pel Boeing 747) com ara entreteniment en vídeo i seients rotatoris i reclinables no es trobaven en el Concorde. L'únic entreteniment fou una pantalla de plasma a la part anterior on es mostrava l'alçada, la temperatura de l'aire i la velocitat de creuer. Sense espai superior per l'equipatge de mà aquest estava severament restringit. Aquestes condicions eren notablement inferiors a qualsevol altre vol en primera classe en altres aparells però es compensava, això si, amb un temps de vol considerablement inferior (tres hores i mitja des de Nova York a Londres) i això feia el Concorde molt atractiu als executius de les empreses.
Per tal de maquillar aquestes carències, el servei del Concorde havia de ser de primera classe en el sentit més extens de l'expressió. Les peticions de begudes o altres necessitats eren ateses a l'instant i els àpats se servien amb coberts de plata i plats Wedgwood.
L'experiència única de travessar la barrera del so era menys dramàtica del que s'esperava. El moment era anunciat per un dels pilots i presentat a la pantalla informativa. Si no, hom es podia perdre el lleuger esdeveniment.
Al doble d'alçada de creuer habitual, les turbulències eren molt ocasionals i per les finestres es podia veure clarament la corba de La Terra. En vol supersònic, i encara que la temperatura exterior era d'uns 60 °C sota zero, la fricció de l'aire sobre el fuselatge escalfava el morro de l'avió a temperatures superiors al 120 °C, entelant les finestres i produint un escalat de temperatures al llarg de la cabina de passatgers.

## L'accident de París
El Concorde fou l'avió de passatgers més segur del món d'acord amb el nombre de morts per distància viatjada fins a l'accident del vol 4590 d'Air France a Gonesse, França, el 25 de juliol del 2000. Com a apunt en la seguretat, si tenim en compte que la flota completa del Boeing 737 transporta més passatgers en una setmana que persones va transportar el Concorde en tota la seva vida útil, el Concorde no fou un avió segur. En tot cas, van morir totes les persones que viatjaven en l'aparell i quatre a terra. Quan l'avió estava accelerant a la pista, una peça metàl·lica va rebentar els neumàtics. Aquests van incendiar-se i van rebentar els tancs de combustible, causant l'accident mortal. L'informe es va publicar el 14 de desembre del 2004 atribuint l'accident a una tira metàl·lica de titani despresa d'un DC-10 de Continental Airlines que es va enlairar minuts abans que ho feu el Concorde. La peça despresa no estava aprovada per l'Administració Federal d'Aviació dels Estats Units.
De totes maneres hi va haver cert escepticisme sobre aquest informe, ja que se centrava únicament en la peça com a causa de l'accident. El govern francès va ésser molt reticent a compartir informació durant la investigació i això es va veure com un encobriment. Antics pilots francesos i britànics del Concorde van apuntar a moltes altres possibilitats que l'informe ignorava, incloent que un anivellat incorrecte en la distribució del pes del combustible podria portar a la pèrdua del tren d'aterratge, desviant el Concorde de la pista i a la reducció de la velocitat inicial sota els mínims necessaris per enlairar l'aparell amb seguretat. S'han escoltat veus que diuen que aquest encobriment es deu a un intent de salvar la reputació del Concorde i al fet que el Concorde en els últims instants es va aproximar molt al Boeing 747 que transportava al president francès Jacques Chirac. De totes maneres, l'accident va accelerar la fi de la carrera del Concorde, independentment de les causes.
L'accident va aterrar la flota de Concordes i va fer modificar molts aspectes de l'aparell. Després de les actualitzacions de seguretat necessàries, incloent un control elèctric més eficient, línies de kevlar cap als tancs de combustible i pneumàtics resistents al foc, les rutes del Concorde es van reobrir de nou el 7 de novembre del 2001.
El nou estil de pneumàtics i tren d'aterratge del programa Concorde va aportar una nova contribució al futur disseny d'avions.
A octubre de 2005, l'antic enginyer d'Aerospatiale Jacques Herubel estava sota investigació per negligència en l'accident de l'aparell. Un informe de l'empresa conclou que hi va haver almenys 70 incidents relacionats amb les rodes del Concorde del 1979 al 2000 però no es van seguir els passos adequats per solucionar-los.

## Retirada de servei

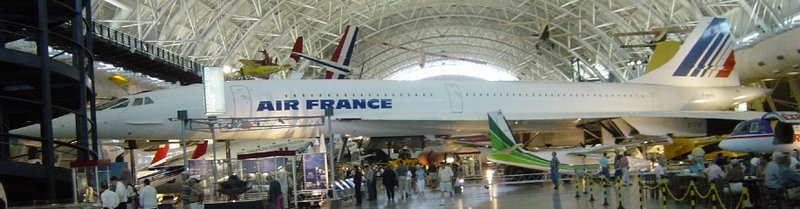
Exhibició del Concorde en un museu

El primer vol de proves del millorat Concorde es portà a terme des de Regne Unit fins a mig Atlàntic i de retorn, preparant-lo així per l'entrada en servei aquella mateixa setmana. El vol va tenir lloc l'11 de setembre del 2001 i estava en ple vol quan van tenir lloc els atacs al World Trade Center de Nova York.
El 10 d'abril del 2003, British Airways i Air France van anunciar de forma simultània la retirada del Concorde aquell mateix any. Les causes que es van citar van ser el reduït nombre de passatgers, l'accident del 25 de juliol del 2000, la caiguda del transport aeri després de l'11-S i l'increment dels costos de manteniment.
Aquell mateix dia Richard Branson es va oferir per adquirir els Concordes de British Airways al seu preu original d'una lliura esterlina per posar-los en servei amb la seva empresa Virgin Atlantic Airways. Branson va argumentar que aquell era el preu que British Airways va pagar al govern britànic però British Airways ho va negar i va refusar l'oferta. Després de declarar enormes pèrdues en els vols del Concorde als anys 80, British Airways va adquirir els Concordes al govern britànic a baix cost. Després de dur a terme un estudi de mercat i descobrir que els seus clients potencials pagarien més per viatjar en l'aparell, British Airways va apujar les tarifes i va aconseguir no tenir pèrdues, però tampoc beneficis, en les rutes del Concorde. A diferència dels francesos, però, British Airways no va fer mai públics els comptes.
Richard Branson va escriure un article al setmanari The Economist l'octubre de 2003 exposant que la seva última oferta per adquirir la flota de Concordes va ésser de 5 milions de lliures i que tenia la intenció d'operar la flota per molts anys. Però tota esperança de seguir operant els Concordes es va esvair, ja que Airbus va anunciar que no donaria suport tècnic ni manteniment als antics avions.

### Air France
Air France va fer l'últim aterratge als Estats Units des de París el 30 de maig del 2003. Camions de bombers van projectar arcs d'aigua per sobre l'avió a la pista de l'aeroport JFK. Va fer l'últim vol comercial de retorn a París l'endemà. La fi del Concorde d'Air France va ser un vol charter entorn la badia de Biscaia.
Una subhasta d'objectes i records del Concorde d'Air France es va portar a terme a la casa Christie's de París el 15 de novembre del 2003. Mil tres-centes persones van assistir a l'acte i molts dels lots van superar més de deu vegades els preus previstos.

### British Airways
L'última sortida d'un Concorde de British Airways es va produir a l'aeroport internacional Grantley Adams a les Barbados el 30 d'agost del 2003. El Concorde amb matrícula G-BOAG va visitar Toronto l'11 d'octubre. En una setmana, el Concorde va visitar les ciutats angleses de Birmingham el dia 20, Belfast el 21, Manchester el 22, Cardiff el 23 i Edinburgh el 24. Cada dia l'avió feia el trajecte d'anada i tornada des de l'aeroport londinenc de Heathrow cap a les ciutats programades, sobrevolant aquestes ciutats a poca alçada. Més de 650 guanyadors d'un sorteig i 350 convidats van omplir aquests vols.
El 23 d'octubre del 2003, la reina Elisabet II del Regne Unit va consentir en il·luminar el castell de Windsor i el Concorde el va sobrevolar en el seu últim vol comercial sobre sol britànic. Aquest honor està reservat a importants esdeveniments d'estat i dignataris visitants.
British Airways va retirar els Concordes al següent dia, el 24 d'octubre de 2003. Un concorde va abandonar Nova York amb una fanfàrria similar a la del seu predecessor d'Air France mentre dos vols charter especials, un sobre la badia de Biscaia i l'altre cap a Edinburgh van transportar antics pilots i convidats VIP. Aquests tres avions van sobrevolar després Londres amb un permís especial per a volar a baixa alçada i van aterrar en seqüència a l'aeroport de Heathrow. Els dos aparells que sobrevolaren Europa van aterrar a les 16:01 i a les 16:03, hora britànica, i a les 16:05 el provinent de Nova York. Els tres avions van circular per l'aeroport durant 45 minuts abans de desembarcar els últims passatgers. El pilot de l'últim vol transatlàntic fou Mike Bannister.
Alguns dels passatgers convidats van ser:
- L'exmodel nord-americana Christie Brinkley
- El propietari de la Fórmula 1 Bernie Ecclestone
- L'actor Nigel Havers
- La model Jodie Kidd
- El president de British Airways Lord Colin Marshall, baró de Knightsbridge
- El llavors editor del Daily Mirror Piers Morgan
- El presentador de la CNN Richard Quest
- Els presidents de:
  - GlaxoSmithKline
  - BAE Systems
  - Merrill Lynch
  - Deutsche Bank
  - P&O
  - The Royal Bank of Scotland
- un passatger afortunat que havia reservat el vol amb un any d'antelació.

Bonhams va conduir la subhasta d'objectes dels Concordes de British Airways l'1 de desembre del 2003 a l'Olympia Exhibition Centre de Londres. Entre els objectes subhastats hi havia el mesurador de Mach, el con del morro, seients de pilot i passatgers i fins i tot cendrers. Es van recaptar uns tres quarts de milió de Lliures Esterlines i mig milió van ser donats a "Get Kids Going!", associació caritativa que ajuda a nens i nenes amb discapacitat l'oportunitat d'accedir i participar en l'esport.

## Historial dels avions
Només es van construir 20 Concordes, 6 per a desenvolupament i 14 per al servei comercial. Aquests eren:
- Dos prototips
- Dos avions de pre-producció
- 2 avions de producció que no van entrar en servei
- 14 avions de producció, 12 dels quals encara estaven en servei el 2003

S'han conservat fins al dia d'avui tots aquests avions menys dos: l'F-BVFD retirat de servei el 1982 i desmantellat el 1994 degut a una mala conservació, i l'F-BTSC estavellat a París. Diverses unitats estan actualment exposades: a Paris, al Museu de l'Aire i de l'Espai; a Seattle, al Museum of Flight de Boeing.

## Impacte cultural i polític

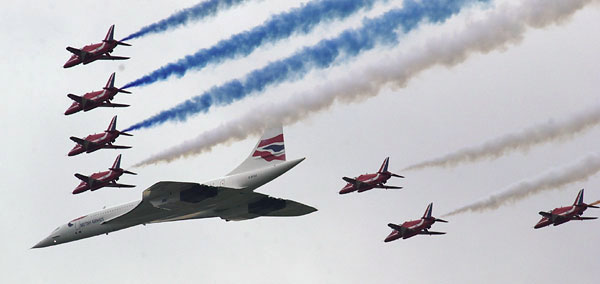
En formació amb els Red Arrows de l'exèrcit britànic

L'aeronau és encara avui un poderós símbol de tecnologia ultra-moderna tot i tenir ja més de 30 anys. És també considerat per molts anglesos i francesos com un símbol d'orgull nacional.
La reacció de la gent envers el soroll extrem de l'aparell va representar també un canvi important. Abans de fer les proves del Concorde, el desenvolupament de la indústria de l'aviació civil era enterament acceptada pels governs democràtics i els electors. El rebuig popular, però, al soroll del Concorde va representar un punt i a part en el desenvolupament científic i tècnic, i les indústries començaren a considerar seriosament l'impacte ambiental i social de les noves tecnologies. Tot i les queixes es va descobrir també que altres aeronaus eren encara més estridents que el mateix Concorde, ja que els pilots del transport supersònic reduïen la velocitat al sobrevolar nuclis de població. Això va forçar a pilots d'altres aparells a fer el mateix. Una ironia fou que la mínima producció del Concorde es degué al mite que relacionava la destrucció de la capa d'ozó amb l'avió. Científics anti-transport supersònic van suggerir que l'emissió de gasos dels motors jet causarien la destrucció de la capa d'ozó de la Terra, provocant un increment massiu de càncers de pell i altres efectes nocius. Això en general es va acceptar i va mobilitzar un enorme rebuig entorn la construcció d'aparells supersònics. La ciència actual, però, ha determinat que les emissions del Concorde contenien òxids de nitrogen, cosa que en realitat incrementa la capa d'ozó (en la infinitament mínima proporció que pertoca a un simple avió).
Des d'aquesta perspectiva, l'impuls tecnològic que va suposar el Concorde va significar també un pas endavant en la visió i comprensió que van tenir els ciutadans envers la tecnologia i l'ecologia. Una de les conseqüències més directes la trobem en els actuals avions de passatgers, amb menys emissions i menys soroll, llegat de l'experiència amb el Concorde. A França, per exemple, al llarg de tot el traçat de les línies de tren d'alta velocitat TGV s'han utilitzat aïllants acústics. Al Regne Unit la campanya de protecció de l'Anglaterra rural ha traçat mapes de tranquil·litat i moltes agències governamentals han seguit també aquest exemple en altres camps.
Un bitllet per al Concorde era un privilegi per a gent adinerada, però alguns vols charter especials o els bitllets només d'anada combinats amb el retorn en altres avions estaven rebaixats per donar una oportunitat econòmica als més entusiastes. Aquesta expectació i admiració pel Concorde ha quedat gravat al subconscient col·lectiu i el millor exemple el tenim en pronunciar el seu nom, ja que no ens referim a un Concorde sinó a el Concorde, com si en realitat només n'hagués existit un.
Un avió de British Airways realitzava ocasionalment vols allí on es produïen esdeveniments reials, exhibicions aèries i, en ocasions especials, en formació amb els Red Arrows de l'exèrcit britànic.

## Dimensions i especificacions

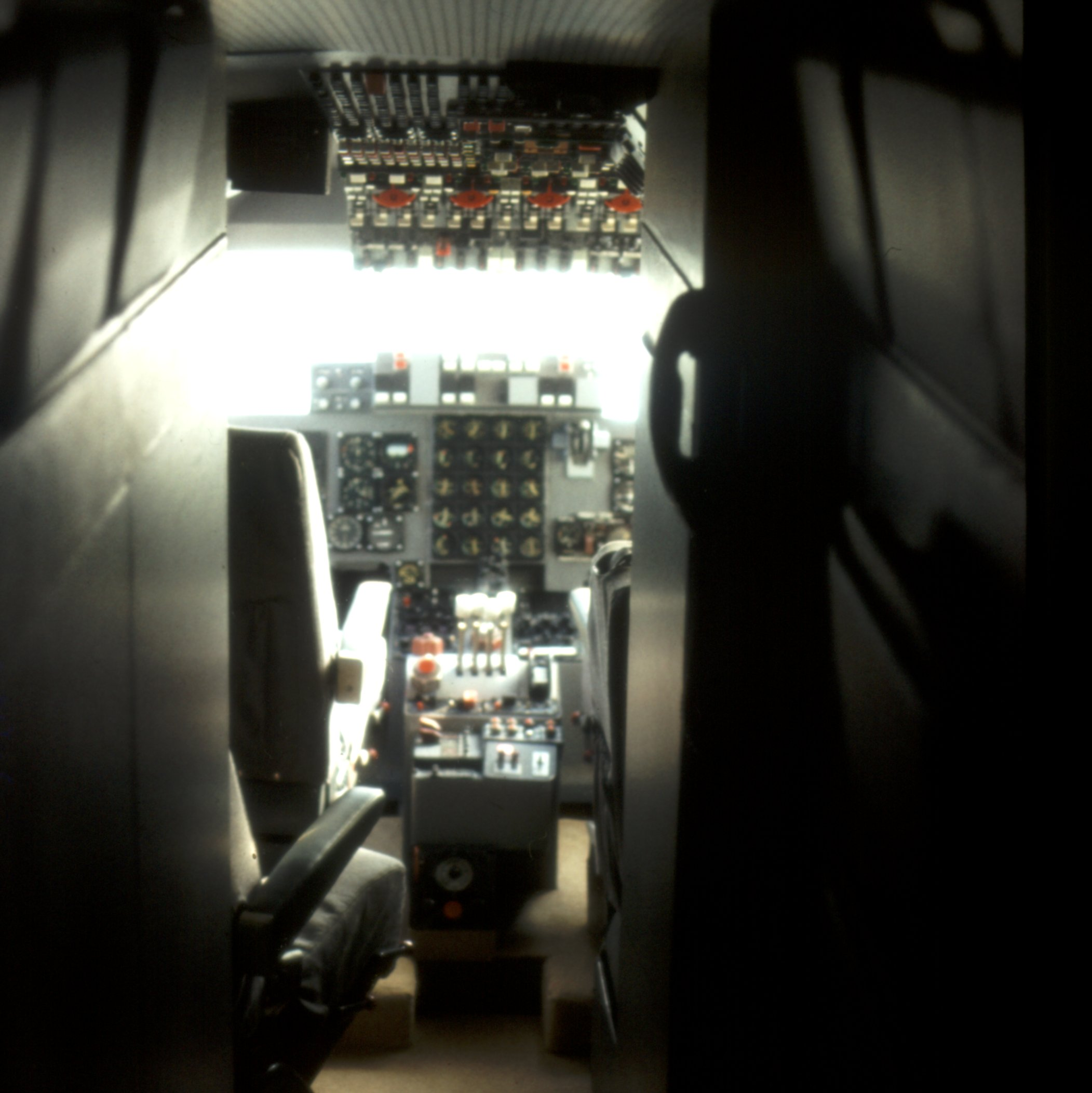
Cabina de pilotatge

Les dimensions típiques dels avions de producció, sense tenir en compte algunes variacions:
- Llargada: 61,66 m
- Llargada del fuselatge intern: 39,32 m
- Amplada màxima del fuselatge extern: 2,88 m
- Amplada màxima del fuselatge intern: 2,63 m
- Alçada màxima del fuselatge extern: 3,32 m
- Alçada màxima del fuselatge intern: 1,96 m
- Amplada d'ala: 25,6 m
- Superfície d'ala: 358,25 m²
- Superfície de la cua: 33,91 m²
- Superfície de control: 16 m2
- Superfície de la cua: 16 m2
- Superfície del timó: 10,41 m2
- Planta de potència: Quatre motors Rolls-Royce/SNECMA Olympus 593 Mk 610
- Potència màxima amb postcombustió: 169 kN per motor
- Pes operacional en buit: 78.700 kg
- Combustible màxim: 95.680 kg
- Pes màxim durant l'operació de taxi: 186.880 kg
- Pes màxim en enlairament: 185.070 kg
- Pes màxim en aterratge: 111.130 kg
- Pes màxim en aterratge sense combustible: 92.080 kg
- Velocitat de creuer màxima: Mach 2.04 (~2.170 km/h)
- Alçada màxima operacional: 18.000 m (60.000 peus)
- Recorregut màxim: 7.250 km
- Temperatura del morro a Mach 2: 127 °C

## Curiositats
Degut a l'escalfament causat per l'aire a velocitats supersòniques, el fuselatge es dilatava fins a trenta centímetres, fent-se clarament visible la dilatació a la cabina de comandament.
El 13 de juliol de 1985 es van celebrar per tot el planeta diversos concerts benèfics per ajudar econòmicament al tercer món, l'esdeveniment es va anomenar Live Aid. L'estrella del pop Phil Collins va volar amb el Concorde des de Londres fins a Filadèlfia i això va permetre que en un mateix dia actués a les dues ciutats.

## Possible substitució
El novembre de 2003, la companyia aèria EADS (matriu d'Airbus) va anunciar que es considerava treballar juntament amb empreses japoneses el desenvolupament d'un substitut més gran i ràpid per al Concorde. Tanmateix, informes recents han suggerit que s'ha invertit al voltant d'un milió de dòlars anuals en aquest desenvolupament i que s'estima que la inversió mínima necessària fora de mil milions de dòlars anuals.
L'octubre de 2005 la JAXA (agència espacial japonesa) va dur a terme proves aerodinàmiques del model a escala d'un aparell dissenyat per transportar fins a 300 passatgers a Mach 2. Pensat per al servei comercial, s'espera que estigui en funcionament entorn el 2020.

## Cultura popular

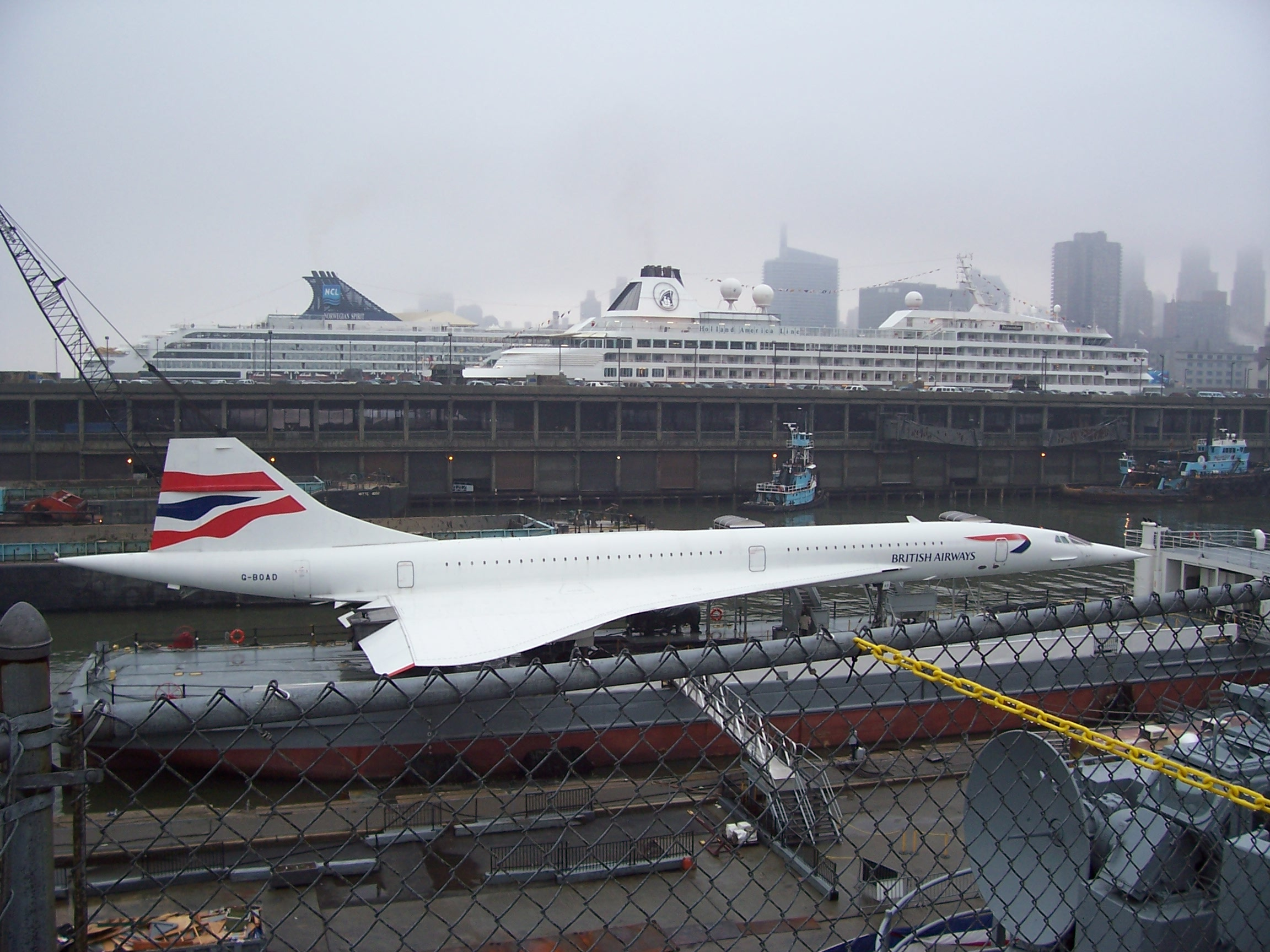
al museu de l'USS Intrepid

### Cinema i televisió
El Concorde ha aparegut en diverses produccions audiovisuals:
- Airport '79.
- Un dels robots de Transformers és un Concorde.
- A La Búsqueda es pot veure el Concorde al museu de l'USS Intrepid de Nova York.
- James Bond viatja amb el Concorde a Moonraker.
- El concorde apareix a l'episodi Timeflight de la sèrie britànica Dr. Who.

### Videojocs
En els simuladors de vol existeixen una o més variants del Concorde, com el simulador de vol de codi obert FlightGear, així com en el sector comercial.